# 科米舒瓦塔河
科米舒瓦塔河（羅馬化：Komyshuvata）是烏克蘭的河流，流經該國南部尼古拉耶夫州，屬於梅爾特沃維德河的支流，發源自新馬爾伊夫卡，河道全長27公里，流域面積156平方公里。